# Phascogalini
Phascogalini — триба родини кволових.

## Систематика
Триба включає наступні сучасні роди і види:
- Триба Phascogalini
  - Рід Antechinus
    - Вид Antechinus adustus
    - Вид Antechinus agilis
    - Вид Antechinus bellus
    - Вид Antechinus flavipes
    - Вид Antechinus godmani
    - Вид Antechinus leo
    - Вид Antechinus minimus
    - Вид Antechinus stuartii
    - Вид Antechinus subtropicus
    - Вид Antechinus swainsonii

  - Рід Murexia
    - Вид Murexia habbema
    - Вид Murexia longicaudata
    - Вид Murexia melanurus
    - Вид Murexia naso
    - Вид Murexia rothschildi

  - Рід Phascogale
    - Вид Phascogale calura
    - Вид Phascogale pirata
    - Вид Phascogale tapoatafa